# 김인 (기업인)
김인(金仁, 1949년 8월 3일 - )은 경상남도 창녕 출신의 기업인이고 현 KBO 리그 삼성 라이온즈 사장이다.

## 약력
- 1961년 : 창녕중학교 졸업
- 1964년 ~ 1967년 : 대구고등학교
- 1967년 ~ 1975년 : 고려대학교 경영학 학사

## 경력
- 1974년 ~ 1976년 : 삼성물산 섬유수출본부
- 1977년 ~ 1979년 : 삼성그룹 회장비서실 인사팀
- 1979년 ~ 1981년 : 삼성물산 의류수출과 과장
- 1982년 ~ 1988년 : 삼성물산 독일 프랑크푸르트법인
- 1989년 ~ 1991년 : 삼성그룹 회장비서실 종합연수원 교육총괄
- 1992년 ~ 1993년 : 삼성그룹 회장비서실 인사담당 이사
- 1994년 2월 ~ 1994년 12월 : 삼성그룹 회장비서실 인사팀 팀장
- 1995년 1월 ~ 1998년 1월 : 삼성전관 독일법인 법인장, 상무
- 1998년 1월 ~ 1999년 1월 : 삼성전관 영업본부 본부장, 전무
- 1999년 2월 ~ 2002년 2월 : 삼성SDI Digital Display 영업본부 본부장, 부사장
- 2002년 3월 ~ 2003년 1월 : 호텔신라 서울신라호텔 총지배인 부사장
- 2003년 2월 ~ 2010년 12월 : 삼성SDS 대표이사 사장
- 2003년 2월 : 제18대 한국상공회의소 의원
- 2003년 2월 ~ 2009년 3월 : 한국소프트웨어산업협회 부회장
- 2003년 6월 ~ 2007년 5월 : 한국이러닝기업연합회 초대회장
- 2004년 2월 ~ 2006년 2월 : 한국정보산업연합회 부회장
- 2006년 13월 ~ 2009년 4월 : 제10대 한국정보산업연합회 회장
- 2009년 1월 ~ 2009년 12월 : 삼성SDS 겸) 삼성네트웍스 대표이사 사장
- 2010년 1월 ~ 2010년 12월 : 삼성SDS 대표이사 사장 (삼성SDS, 삼성네트웍스 합병)
- 2010년 12월 ~ 2015년 12월 : 삼성 라이온즈 사장
- 2010년 11월 : 지식정보산업연합학회 회장
- 2015년 12월 ~ 현재 : 삼성SDS 고문

## 수훈
- 2006년 IMI경영대상
- 2007년 제20회 정보문화의 달 은탑산업훈장
- 2010년 제55회 정보통신의 날 대통령표창